# Ordinariat für die byzantinischen Gläubigen in Frankreich
Dem Ordinariat für die byzantinischen Gläubigen in Frankreich mit Sitz in Paris obliegt die bischöfliche Leitung und Jurisdiktion über alle katholischen Christen des byzantinischen Ritus in Frankreich, also für eingewanderte Angehörige der unierten byzantinischen Ostkirchen und deren Nachkommen.

## Geschichte
Das Ordinariat für die byzantinischen Gläubigen in Frankreich wurde am 16. Juni 1954 durch Papst Pius XII. errichtet. Als Ordinarius fungierte seither stets der Erzbischof von Paris, abgesehen von kurzen Übergangszeiten bei einem Wechsel in diesem Amt.

## Ordinarien
- Maurice Kardinal Feltin, 1954–1967
- Pierre Kardinal Veuillot, 1967–1968
- François Kardinal Marty, 1968–1981
- Jean-Marie Kardinal Lustiger, 1981–2005
- André Kardinal Vingt-Trois, 2005–2018
- Michel Aupetit, 2018–2021
- Laurent Ulrich, seit 2022